# FC Viktoria 04 Ratingen
FC Viktoria 04 Ratingen was een Duitse voetbalclub uit Ratingen. De club werd opgericht in 1904, echter wordt ook soms de naam Viktoria 05 Ratingen gebruikt. In 1907 werd de club opgeheven.

## Geschiedenis
In 1903 stichtten Engelse ondernemers in Ratingen de keramiekfabriek Twyfordsche Werke. In de fabriek werkten vele Engelse gastarbeiders die in hun vrije tijd voetbal speelden en zij richtten begin 1904 FC Viktoria Ratingen op. De club sloot zich aan bij de West-Duitse voetbalbond en werd ingedeeld in de Nederrijnse competitie. Met twee punten voorsprong op FC 1894 München-Gladbach werd de club meteen kampioen in 1905/06. Hierdoor plaatste de club zich voor de West-Duitse eindronde. In een groepsfase met Cölner FC 1899, Duisburger SpV en SuS Schalke 1896 kreeg de club een 9-0 draai om de oren van Duisburg en verloor thuis met slechts 0-1. De andere wedstrijden werden niet meer gespeeld, de wedstrijden tegen Cölner FC werden telkens als overwinning voor Cölner FC geteld terwijl de wedstrijd tegen Schalke als nederlaag voor beide teams geteld werd.
De beste spelers van de club wisselden om naar Düsseldorfer FC 99 en de club werd tijdens het lopende seizoen opgeheven.

## Erelijst
Kampioen Nederrijn
1906